# Chaetoparia nilssoni
Chaetoparia nilssoni är en ringmaskart som beskrevs av Anders Johan Malmgren 1867. Chaetoparia nilssoni ingår i släktet Chaetoparia och familjen Phyllodocidae. Arten är reproducerande i Sverige. Inga underarter finns listade i Catalogue of Life.